# Katrine Robsøe
Katrine Robsøe (født 21. juni 1991 i Aarhus) er en dansk politiker, der har siddet i Folketinget for Radikale Venstre siden 2019. Ved det seneste Folketingsvalg i 2022 modtog hun 3.736 personlige stemmer og tog det eneste Radikale mandat i Østjyllands Storkreds. Efter valget blev hun udnævnt til Radikale Venstres ordfører for uddannelse og forskning, erhverv, beskæftigelse og social- og boligpolitik. 

## Baggrund og uddannelse
Katrine Robsøe er født i Aarhus, men opvokset i Skjern. Hun er datter af salgskonsulent Jan Robsøe og bioanalytiker Ida Kjær Robsøe og storesøster til Jacob Robsøe, tidligere landsformand for Radikal Ungdom.
Hun har tilbragt gymnasietiden på Vestjysk Gymnasium Tarm, hvor hun også kæmpede sin første politiske kamp for at bevare den lokale busrute til og fra uddannelsen. Hun blev student i 2011 og flyttede derefter til Aarhus for at læse en bachelor i statskundskab fra Aarhus Universitet.
Katrine Robsøe blev færdiguddannet cand.scient.pol. fra Københavns Universitet i 2018 og arbejdede herefter som uddannelsespolitisk konsulent i Dansk Industri.
Katrine Robsøe bor i dag i Aarhus.

## Politisk karriere

### Ungdomspolitik
Katrine Robsøe blev medlem af Radikal Ungdom i 2012 og i hendes tid i foreningen bestred hun både lokale og nationale tillidsposter.

### Medlem af Folketinget
Katrine Robsøe opnåede første gang valg til Folketinget i 2019, hvor hun modtog 3.430 personlige stemmer i Østjyllands Storkreds.
I årene 2019-2022 var hun Radikale Venstres ordfører for erhverv og videregående uddannelser. Da coronaviruspandemien ramte Danmark, var hun således bl.a. med til at forhandle kompensations- og hjælpepakker til erhvervslivet og var også initiativtager til at få oprettet 5.000 ekstra studiepladser på landets videregående uddannelser. Uddannelsespolitisk har Katrine Robsøe særligt markeret sig på sin modstand mod den aftale om udflytning af uddannelser, som blev vedtaget i starten af 2022..
Ved folketingsvalget i 2022 satte 3.736 personer i Østjyllands Storkreds kryds ud for Katrine Robsøe og hun blev dermed genvalgt på det eneste mandat, som Radikale modtog i storkredsen. Hun er nu Radikal ordfører for uddannelse og forskning, erhverv, beskæftigelse og social- og boligpolitik og bestrider desuden posten som formand for Folketingets Udvalg for Uddannelse og Forskning.